# Даваллия канарская
Даваллия канарская (лат. Davallia canariensis) — вид многолетних растений семейства Даваллиевые (Davalliaceae).
Высота растения 30—50 см. Это вечнозелёный папоротник со скругленными индузиями (кластеры спорангиев) на нижней стороне листьев, охраняются индузием. Ветви (10) 12-50 х 10-30 см. Имеет ползучие и разветвленные надземные корневища диаметром 10-15 мм. Листовые пластины треугольные, три-четыре раза перистые, голые, с от светло- до тёмно-зелёного цвета от овальной до копьевидной формы листовыми фрагментами. 2n = 80.
Вид распространён в Португалии (вкл. Мадейра, Азорские острова), Гибралтаре, Испании (вкл. Канарские острова), Марокко. Эпифит или литофит. Предпочитает тёплые и солнечные места кварцитов или деревьев, особенно дуба, пробкового дуба, падуба и лавра. Споры с сентября по май.
Используется как потогонное и жаропонижающее средство.

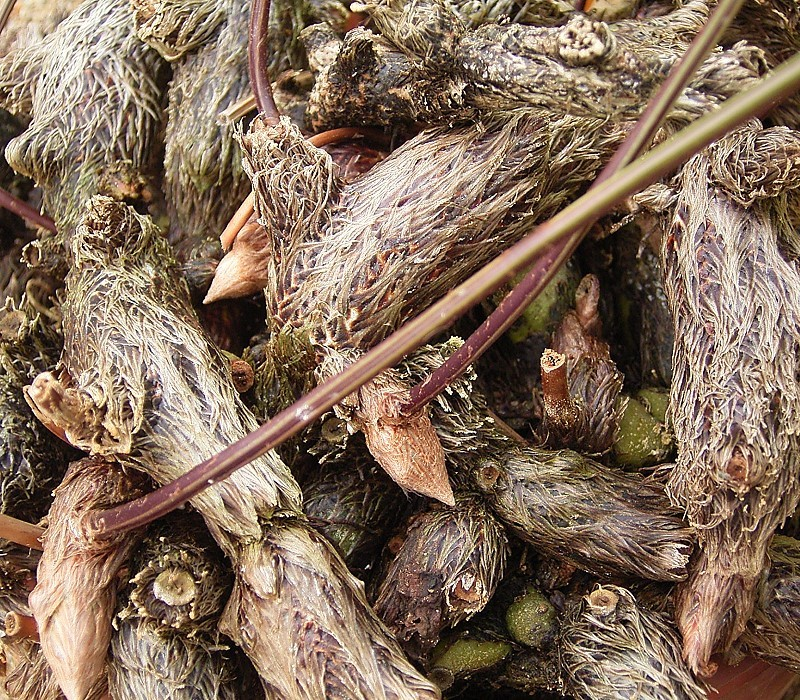
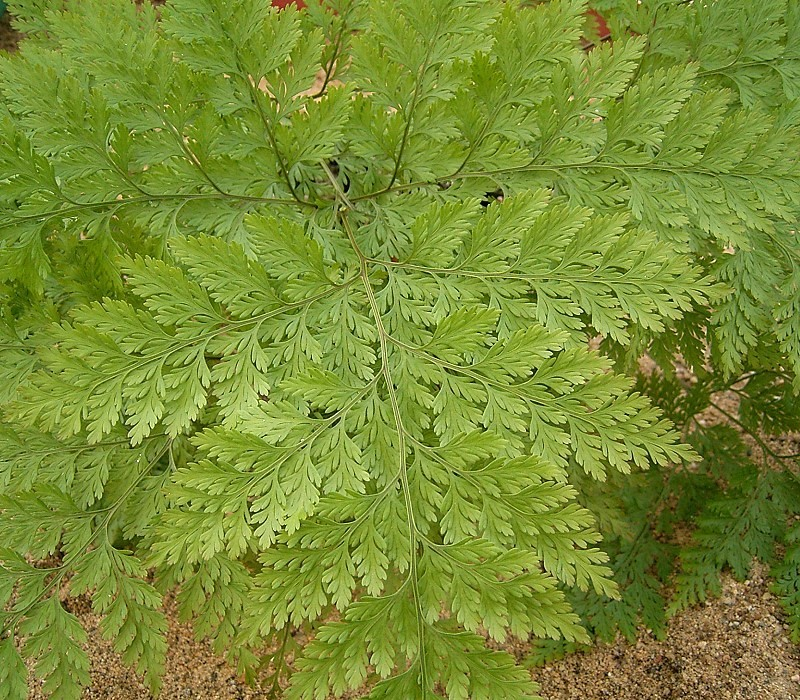
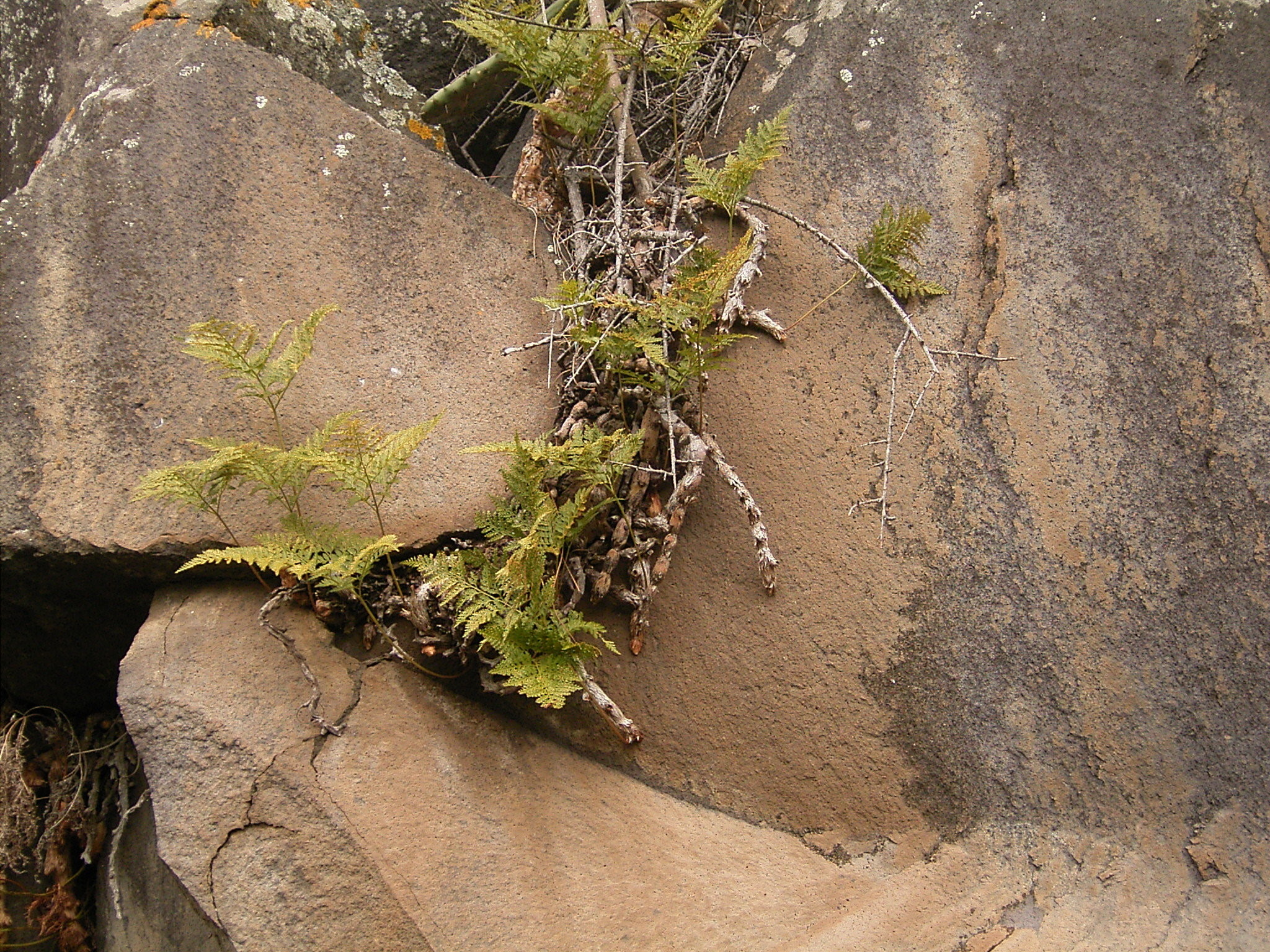
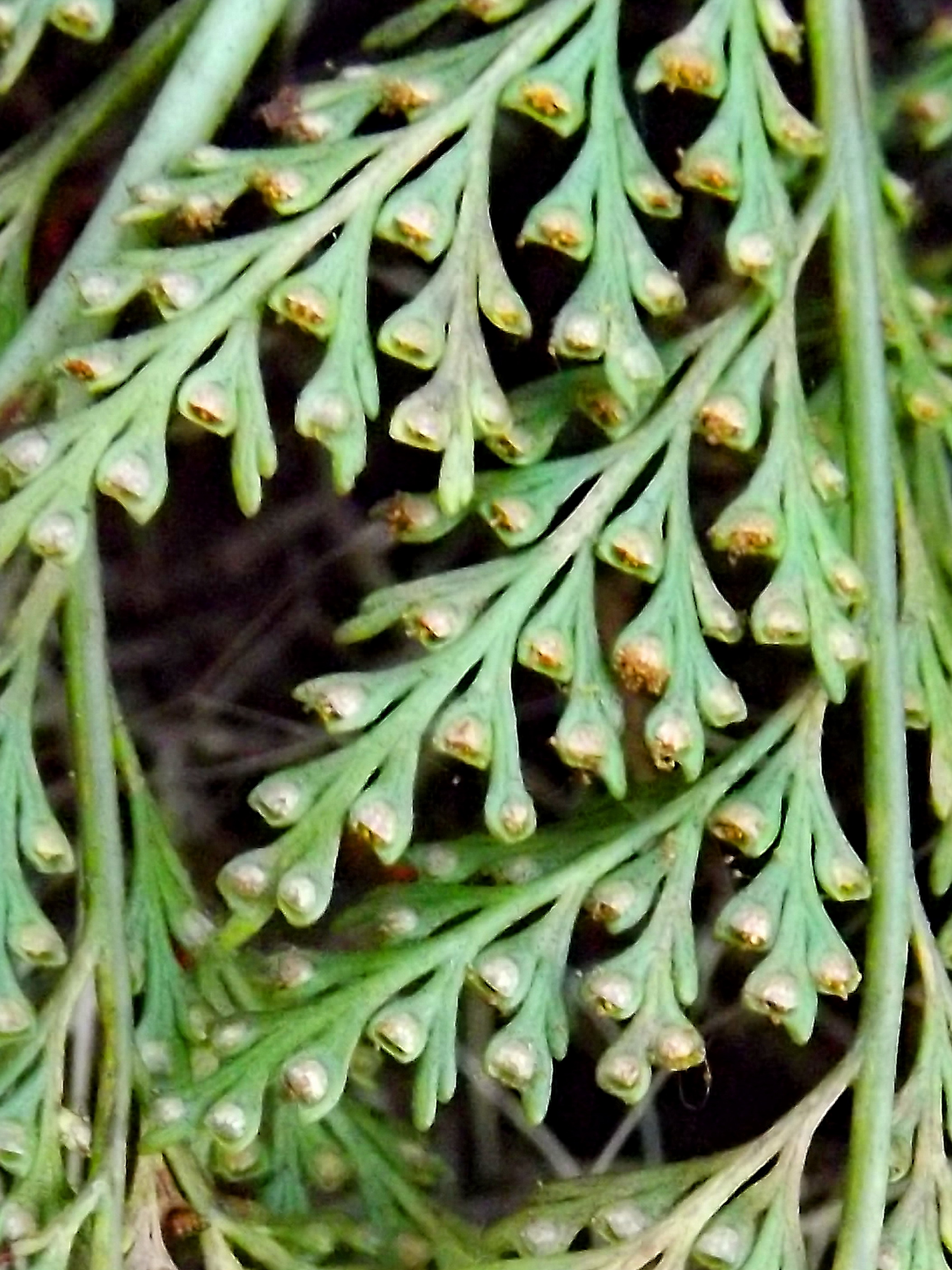